# Стоун, Дрю
Эндрю Хешброк (Дрю) Стоун (англ. Andrew Hashbrauck (Drew) Stone, 23 ноября 1960, Бостон, Массачусетс, США) — американский хоккеист (хоккей на траве), полевой игрок. Участник летних Олимпийских игр 1984 года, двукратный бронзовый призёр Панамериканских игр 1987 и 1991 годов.

## Биография
Дрю Стоун родился 23 ноября 1960 года в американском городе Бостон.
Учился в Гарвардском университете, где специализировался на физике. Кроме того, два года по обмену провёл в Лондоне.
В 1984 году вошёл в состав мужской сборной США по хоккею на траве на летних Олимпийских играх в Лос-Анджелесе, занявшей 12-е место. Играл в поле, провёл 7 матчей, забил 2 мяча (по одному в ворота сборных Индии и Австралии). На время Олимпиады взял отпуск в университете и жил в Калифорнии, работая садовником и ландшафтным дизайнером.
Дважды завоёвывал бронзовые медали хоккейных турниров Панамериканских игр — в 1987 году в Индианаполисе и в 1991 году в Гаване. Также участвовал в Панамериканских играх 1983 года.
В дальнейшем работал инженером, предоставлял консультации по управлению проектами и программами на высокотехнологичных производствах.